# Paul McShane
Paul David McShane (nascut el 6 de gener de 1986) és un futbolista irlandès que juga com a defensa pel Reading FC.